# 61 Sagittarii
61 Sagittarii (g Sagittarii) é uma estrela na direção da Sagittarius. Possui uma ascensão reta de 19h 57m 57.02s e uma declinação de −15° 29′ 28.5″. Sua magnitude aparente é igual a 5.01. Considerando sua distância de 292 anos-luz em relação à Terra, sua magnitude absoluta é igual a 0.25. Pertence à classe espectral A2V.